# 23 хвилини до світанку
«23 хвилини до світанку» (англ. 23 Minutes to Sunrise) — американський фільм 2012 року.

## Сюжет
В кафе під назвою «Світанок» в один час опинилися чотири абсолютно різні пари: подружня пара середнього віку, у якої зараз життєва криза, молодий, наївний хлопець разом з подружкою, звичайний кухар, який намагається знайти сенс життя з офіціанткою. І остання найдивніша пара — це незнайомець в чорному з чарівною дівчиною, яка володіє надзвичайним даром. Саме ця пара стає причиною незвичайних подій, які почнуть відбуватися в нічному кафе за двадцять три хвилини до світанку.

## У ролях
| Актор           | Роль                  |
| --------------- | --------------------- |
| Ерік Робертс    | Даніель               |
| Ніа Піплз       | Рейчел                |
| Боб Зані        | Тед                   |
| Дінгані Беза    | Едді                  |
| Джилані Клаус   | Шейла                 |
| Том Сандовал    | Дональд               |
| Крістен Дуті    | Грейс                 |
| Гейлі Буш       | Ханна                 |
| Білл Фінкбінер  | клерк 1               |
| Джей Канцлер    | поліцейський 2        |
| Стів Бері       | людина в автомобілі 1 |
| Джон Хог        | Кен                   |
| Оскар Ларес     | поліцейський 1        |
| Хайме Малер     | покупець              |
| Бі Патель       | касир 2               |
| Патрік Пінкстон | людина в автомобілі 2 |